# Гумбольдт (Небраска)
Гумбольдт (англ. Humboldt) — місто (англ. city) в США, в окрузі Річардсон штату Небраска. Населення — 800 осіб (2020).

## Географія
Гумбольдт розташований за координатами 40°9′57″ пн. ш. 95°56′40″ зх. д. / 40.16583° пн. ш. 95.94444° зх. д. (40.165820, -95.944319).  За даними Бюро перепису населення США в 2010 році місто мало площу 3,46 км², уся площа — суходіл.

## Демографія
Згідно з переписом 2010 року, у місті мешкало 877 осіб у 385 домогосподарствах у складі 213 родин. Густота населення становила 254 особи/км².  Було 470 помешкань (136/км²).
Расовий склад населення:
| - 97,1 % — білих - 1,7 % — корінних американців - 0,5 % — чорних або афроамериканців |

До двох чи більше рас належало 0,5 %. Частка іспаномовних становила 1,4 % від усіх жителів.
За віковим діапазоном населення розподілялося таким чином: 21,4 % — особи молодші 18 років, 50,1 % — особи у віці 18—64 років, 28,5 % — особи у віці 65 років та старші. Медіана віку мешканця становила 48,6 року. На 100 осіб жіночої статі у місті припадало 89,0 чоловіків;  на 100 жінок у віці від 18 років та старших — 84,7 чоловіків також старших 18 років.
Середній дохід на одне домашнє господарство  становив 35 809 доларів США (медіана — 28 750), а середній дохід на одну сім'ю — 47 692 долари (медіана — 36 250). Медіана доходів становила 35 179 доларів для чоловіків та 32 143 долари для жінок. За межею бідності перебувало 24,7 % осіб, у тому числі 44,3 % дітей у віці до 18 років та 11,7 % осіб у віці 65 років та старших.
Цивільне працевлаштоване населення становило 322 особи. Основні галузі зайнятості: освіта, охорона здоров'я та соціальна допомога — 21,7 %, виробництво — 14,9 %, роздрібна торгівля — 13,7 %.